# Roepke-Passage
Der Roepke-Passage (spanisch Pasaje Roepke, in Argentinien Pasaje Mastelero) ist eine Meerenge vor der Danco-Küste des Grahamlands auf der Antarktischen Halbinsel. Sie liegt zwischen dem Rudolphy Point der Bryde-Insel im Norden und Bruce Island im Süden. Die Passage verbindet die Gerlache-Straße im Westen mit dem Argentino-Kanal im Osten.
Chilenische Wissenschaftler benannten sie nach Korvettenkapitän Reinaldo Roepke Rudloff, Kommandant der Leocotón, eines der Schiffe der 7. Chilenischen Antarktisexpedition (1952–1953). Der Hintergrund der argentinischen Benennung ist nicht überliefert.